# Tempête subtropicale Sans-Nom (2005)
La tempête subtropicale Sans-Nom de 2005 est le 19e système, et la seule tempête subtropicale, de la saison extrêmement active des ouragans de l'Atlantique Nord en 2005. Elle n'a pas été nommée par le National Hurricane Center lors de son développement car elle a été considérée une dépression extratropicale. La nature subtropicale de ce système sans nom a été déterminée plusieurs mois après les faits, alors que le National Hurricane Center procédait à son examen annuel de la saison. Lors de la reclassification, la tempête a été entrée dans HURDAT, la base de données officielle des ouragans.
Le système s'est développé dans l'est de l'océan Atlantique Nord, une région inhabituelle pour la cyclogénèse tropicale de fin de saison. Néanmoins, le système a pu produire un centre bien défini avec de la convection profonde autour d'un noyau chaud le 4 octobre. Le système a été de courte durée, traversant les Açores le même jour, avant de redevenir extratropical le 5 octobre. Aucun dommage ou décès n'a été signalé pendant cette période et ses vestiges ont été rapidement absorbés par un front froid. Ce système est devenu l'ouragan Vince qui a touché la péninsule Ibérique.

## Évolution météorologique
Le 28 septembre 2005, un creux dépressionnaire de haute altitude s'est formé à l'ouest des Îles Canaries. Il prit une direction ouest. Le 30 septembre 2005, une zone de convection s'est formée près du creux, accompagné d'une zone de basses pressions à la surface. Se dirigeant toujours vers l'ouest, le système entra dans une masse d'air instable, ce qui facilita la formation de nuages convectifs. Le 3 octobre, on observa un creux dépressionnaire à la surface, à 740 km au sud-ouest de l'île de São Miguel, dans les Açores. La convection s'organisa. Le 4 octobre 2005, vers 6 h UTC, le NHC estima dans sa réanalyse que le système était devenu une dépression subtropicale.
La dépression tourna vers le nord-est dans le secteur chaud d'un front froid en approche par le nord-ouest. Le système s'intensifia. Le NHC estima a posteriori que vers 12 h UTC, le système a atteint le statut de tempête subtropicale. Après avoir atteint son intensité maximale, son centre passa sur l'est de l'archipel des Açores. Le cyclone tourna vers le nord-nord-est et fusionna avec le front froid tôt le 5 octobre. Le NHC a déterminé que ce système était à l'origine de la formation de l'ouragan Vince.

## Conséquences
Des vents de force tempête tropicale ont été signalés dans certaines parties des Açores, principalement sur les îles orientales. Les vents les plus forts ont été signalés sur l'île de Santa Maria où les vents soutenus sur 10 minutes ont atteint 79 km/h avec des rafales à 94 km/h. Ponta Delgada a fait face à des vents de 61 km/h et une rafale maximale de 85 km/h. Aucun dommage ou décès n'a été signalé.